# Madame Grès
Germaine Émilie Krebs, meglio conosciuta come Madame Grès (Parigi, 30 novembre 1903 – La Valette-du-Var, 24 novembre 1993), è stata una stilista e sarta francese.
Creatrice di alta moda, è ricordata per il suo stile scultoreo. Il drappeggio delle sue creazioni s'ispirava alle pieghe usate negli antichi pepli. Usò i nomi di Madame Grès e Grès che distinguevano due maison differenti.

## Biografia

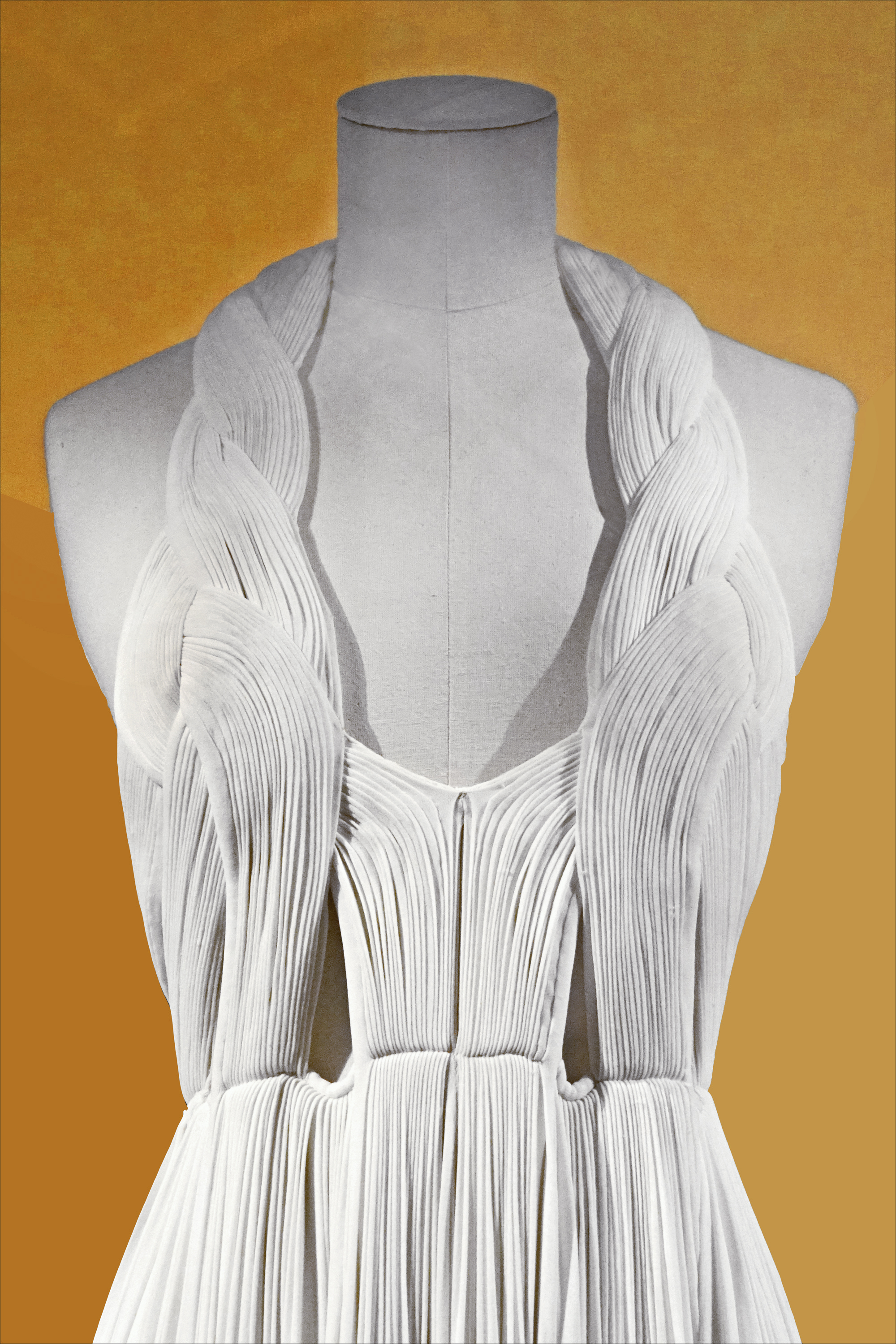
Vestito da sera conservato al Musée Galliera di Parigi

Germaine Émilie Krebs nasce nel XVII arrondissement di Parigi il 30 novembre 1903, in una famiglia della piccola borghesia francese. Amante dell'arte, sogna di diventare ballerina o scultrice ma i genitori si oppongono. Si dice che imparò a cucire in soli tre mesi e inizia a lavorare nal 1924 presso la maison de couture Premet. Già nel 1933, con la socia Julie Barton, apre la maison "Alix Barton" in un appartamento della Rue de Mirosmesnil, nell'VIII arrondissement di Parigi. La collaborazione è breve e l'anno dopo si separa aprendo una nuova casa di moda con il nome di "Alix", presso la rue Faubourg St. Honoré 83, e raccogliendo i primi successi.

## Filmografia
- Perfidia (Les Dames du Bois de Boulogne), regia di Robert Bresson (1945)